# Saint-Léger-les-Mélèzes
Saint-Léger-les-Mélèzes é uma comuna francesa na região administrativa da Provença-Alpes-Costa Azul, no departamento de Altos-Alpes. Estende-se por uma área de 6,76 km². Em 2010 a comuna tinha 367 habitantes (densidade: 54,3 hab./km²).